# Thailändische Literatur
Die thailändische Literatur ist bisher im Westen relativ unbekannt. Während man sich der Literatur der meisten außereuropäischen Völker bereits seit über 200 Jahren widmet, beschäftigt man sich mit der Literatur der Thais erst seit einigen Generationen. Nur sehr wenige ausgewählte Werke liegen überhaupt in einer Übersetzung vor.
Auch für die meisten Thais ist es schwierig, sich mit Literatur zu befassen, ist doch ein Großteil der historischen Werke noch gar nicht gedruckt, während andere nur als Handschriften in der Nationalbibliothek vorliegen, von deren Existenz bestenfalls Fachleute Kenntnis haben.
Im Jahre 1996 erstellte Professor Witayakorn Chiangkul (วิทยากร เชียงกูล) der Rangsit-Universität im Auftrag des Thailand Research Fund mit einer Reihe von Wissenschaftlern eine „Liste der 100 Bücher, die jeder Thai lesen sollte“ (หนังสือดี 100 เล่มที่คนไทยควรอ่าน). In einem Bericht gab er später zu, dass die meisten Titel nur schwer erhältlich seien, selbst wenn sie nur etwa 20 Jahre alt sind.
Auf heute thailändischem Boden wurde auch buddhistische Literatur auf Pali verfasst, insbesondere von Mönchen im Lan-Na-Reich des 15. und 16. Jahrhunderts.

### Späte Ayutthayazeit

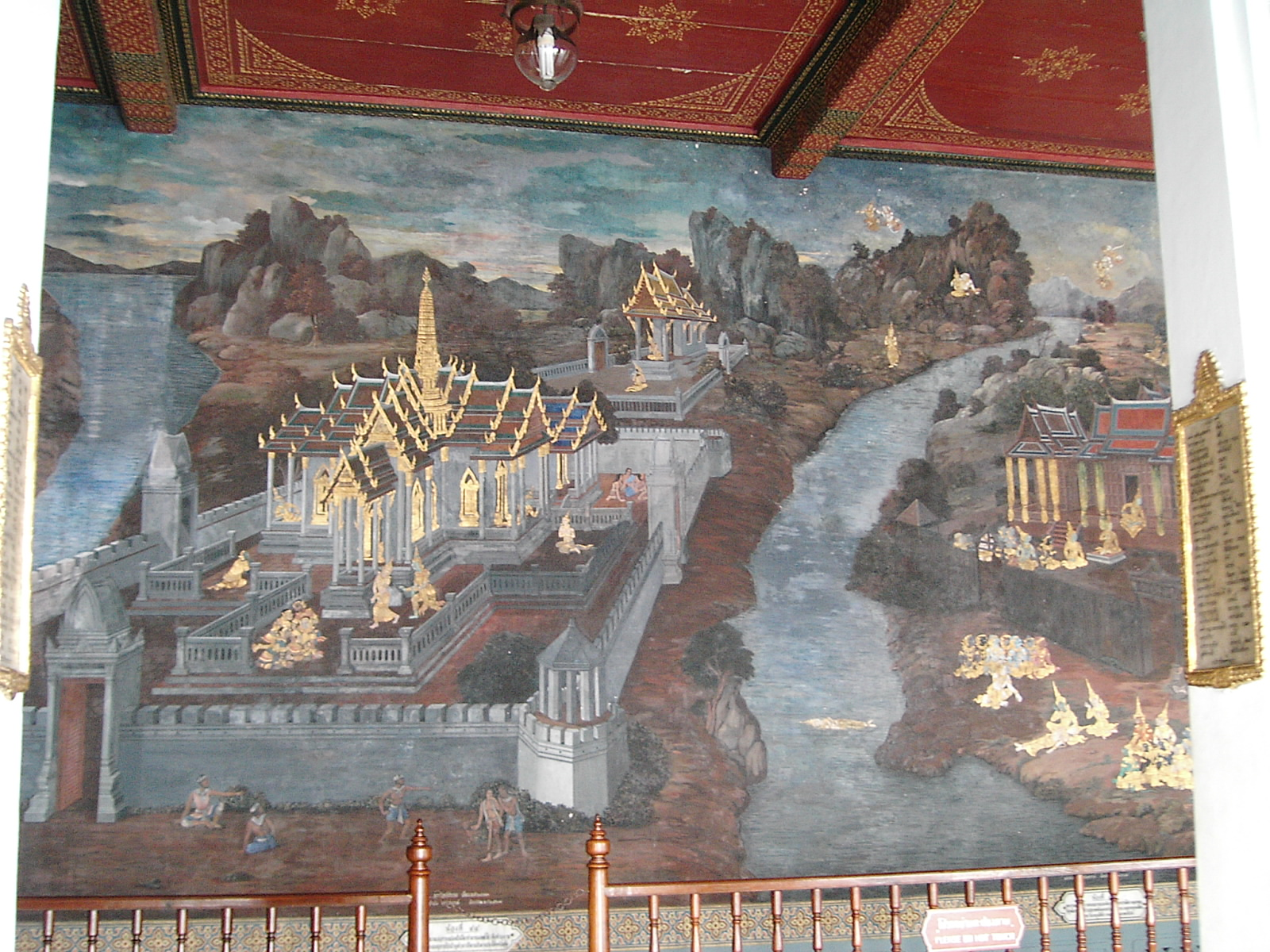
Kleiner Ausschnitt aus dem Ramakien, Wandmalerei im Wat Phra Kaeo, Bangkok